# Regałowisko Bielawa Reggae Festiwal
Regałowisko Reggae Rock Festiwal (dawniej Regałowisko, Reggae Dub Festival) – festiwal muzyki reggae oraz rockowej, organizowany w Bielawie od 1999 roku przez Miejski Ośrodek Kultury i Sztuki, pod patronatem Urzędu Miasta. Odbywa się corocznie w sierpniu, nad sztucznym zbiornikiem wodnym na terenie Ośrodka Wczasowo-Wypoczynkowego „Camping Sudety”.
Przez 13 edycji imprezy dyrektorem artystycznym był Marcin Barszcz.
Od 2012 r. dyrektorem generalnym została Justyna Konowalska związana z Agencją Artystyczną Buxna, wrocławskim środowiskiem muzycznym oraz portalem Reggaenet. Jednocześnie festiwal powrócił do swojej dawnej nazwy Regałowisko, tym samym przywracając dawnego ducha imprezy i ponownie skłaniając się muzycznie wyłącznie w kierunku muzyki reggae.
Po edycji z 2014 roku przyszedł czas na kolejne zmiany - sówka zastąpiła basowe serce jako logo, a dyrektorem generalnym festiwalu został Rafał Smoliński, który pracował przy festiwalu od 2008 roku. Z jego inicjatywy powstał projekt Regałowisko Promo Tour, w ramach którego grupa młodych ludzi podróżuje w wakacje po Polsce rozdając gadżety, rozmawiając i zachęcając do uczestnictwa w festiwalu.
Aktualnie festiwal promowany jest jako najstarszy festiwal plenerowy w Polsce. Wspierany jest przez miasto Bielawa oraz większość mediów tematycznych w Polsce.

## Edycje festiwalu

### 1999
- odbyła się 28 sierpnia
- wystąpiły zespoły: Frankenstein Project, Łysina Lenina, Positive Vibration, Habakuk, Credon, Kreuzburg, CKWW, Raggattack, Jafia Namuel, Bakshish oraz post-punkowa grupa Aurora (Węgry)

### 2000
- odbyła się 26 sierpnia
- wystąpiły zespoły: Habakuk, Stage of Unity, Vibes'n'Power, Hurt, Paprika Korps, N.B.S., Transformacja, Cashma Hoody (Niemcy) oraz Hypnotix (Czechy/Senegal)

### 2001
- odbyła się 25 sierpnia
- wystąpiły zespoły: Duch Natury, Tumbao, Etna Kontrabande, Natanael, Nowe Jerusalem, Zgroza, Akurat, WWS All Sunrises Soundsystem oraz Marksheider Kunst (Rosja)
- w związku z mijającą 20. rocznicą śmierci Boba Marleya w sali kinowej MOKiS-u wyświetlono film poświęcony jego pamięci

### 2002
- odbyła się 24 sierpnia
- wystąpiły zespoły: Junkers, Contra, Project Zion, Via Rei, The Weed, Aggafari, Rzepczyno Folk Band, Paprika Korps, Tumbao, Habakuk, Leo Soundsystem oraz Yellow Umbrella (Niemcy)

### 2003
- odbyła się 23 sierpnia
- wystąpiły zespoły: Dusza, Zgroza, Plebania, Paraliż Band, Tumbao, Reggae Inna Polish Stylee & Muniek Staszczyk, One Way Soundsystem, Polemic (Słowacja) oraz Zion Train (Wielka Brytania)

### 2004
- odbyła się 22 sierpnia
- wystąpiły zespoły: Cockroach, Natural Mystic, Będzie Dobrze, Radical News, Paprika Korps, Indios Bravos, Strachy na Lachy, Sidney Polak, Haydamaky (Ukraina), Western Special (Francja), I-Shen Rockers (Niemcy) oraz BR Stylers (Włochy)

### 2005
- odbyła się 20 sierpnia
- wystąpiły zespoły: Cała Góra Barwinków, Indios Bravos, Vavamuffin, WWS All Sunrises, Svihadlo (Czechy), Yo Yo Band (Czechy), Culcha Candela (Niemcy), Yellow Umbrella (Niemcy), Two Generation (Niemcy), Manipulators (Francja) oraz Dawn Penn (Jamajka)

### 2006
- odbyła się 25-26 sierpnia
- była to pierwsza dwudniowa edycja festiwalu
- pierwszego dnia wystąpili: Tumbao, Jamal, Lion Vibrations, Strachy na Lachy, Managga, Plebania, Ganjaman & House of Riddim Band (Niemcy) oraz Gentleman & The Far East Band (Niemcy)
- drugiego dnia wystąpili: Habakuk, Vavamuffin, Duberman, Dusza i Mercedes, Ras Luta & Grizzlee & Tumbao Riddim Band, The Relievers, Dubians (Francja) oraz The Skatalites (Jamajka)

### 2007
- odbyła się 23-25 sierpnia pod hasłem „Back To the Roots"
- była to jedyna jak do tej pory trzydniowa edycja festiwalu
- pierwszego dnia wystąpili: Druga Strona Lustra, Sidney Polak, Daab, East West Rockers, Jah Meek & Marlene Johnson (Niemcy/Jamajka, wspierani przez Tumbao Riddim Band), Jah Sesco (Jamajka) oraz Don Carlos & Dub Vision Band (Jamajka)
- drugiego dnia wystąpili: Managga, Paprika Korps, Vavamuffin, T.Love, Babylon Circus (Francja) oraz Radikal Dub Kolektiv (Chorwacja)
- trzeciego dnia wystąpili: Duberman, Marika & Ruff Radics, Maleo Reggae Rockers, Daddy Freddy (Jamajka, wspierany przez Karrot Riddim Band), Patrice (Niemcy/Sierra Leone) oraz Over Proof Soundsystem (Wielka Brytania)
- osobną scenę soundsystemową poprowadził Love Sen-C Music Soundsystem

### 2008
- odbyła się 22-23 sierpnia
- pierwszego dnia wystąpili: Junior Stress, Aswad (Wielka Brytania), Vibronics (Wielka Brytania), Stephen Marley (Jamajka), Junior Reid (Jamajka), Groundation (USA), Nazarenes (Etiopia) oraz Hornsman Coyote (Serbia)
- drugiego dnia wystąpili: Kapela, Jamal, Habakuk & Renata Przemyk, Paprika Korps, Pablopavo, Dubblestandart (Austria), Ghetto Priest (Wielka Brytania, wspierany przez Tumbao Riddim Band), Ava Leigh (Wielka Brytania) oraz Tanya Stephens (Jamajka)
- na osobnej scenie soundsystemowej zagrali: East West Rockers, DJ Playaman, Reggaenerator, Rainbow Hi-Fi & Grubson, Splendid Soundsystem, Kosmos Mega Soundsystem, Single Dread Soundsystem, Love Sen-C Music Soundsystem, Dreadsquad, Al-Fatnujah, Henry & Louis (Wielka Brytania), YT (Wielka Brytania), Ill Inspecta (Niemcy), Upliftment International (Niemcy) oraz Million Stylez Soundsystem (Niemcy/Japonia)

### 2009
- odbyła się 29 sierpnia
- wystąpili: Al-Fatnujah, Lilu, Druga Strona Lustra, Pogodno, Abradab, Happysad, Dot Vibes (Włochy) oraz Errol Organs Anderson & Trenchtown Experience (Jamajka)

### 2010
- odbyła się 27-28 sierpnia pod hasłem „New Way"
- pierwszego dnia wystąpili: Fire In the Hole, Kasta, East West Rockers, Strachy na Lachy, Indios Bravos, Jafia Namuel, KaCeZet oraz Splendid Soundsystem
- drugiego dnia wystąpili: Ilbilly Hitec (Niemcy), Rotfront (Niemcy), Dot Vibes (Włochy), BR Stylers (Włochy), Irie Revoltes (Francja) oraz Bauchklang (Austria)

### 2011
- odbyła się 26-27 sierpnia
- pierwszego dnia wystąpili: Star Guard Muffin, Ras Luta, Village Kollektiv, Tumbao, Lao Che, Maleo Reggae Rockers, Dancehall Masakrah, Chonabibe Soundsystem oraz Splendid Soundsystem
- drugiego dnia wystąpili: Markscheider Kunst, Jaqee, Tippa Irie & The Far East Band, African Head Charge & Adrian Sherwood, Warrior Soundsystem, Super Sonic Soundsystem oraz Heavy Hammer Soundsystem

### 2012
- odbył się 24-25 sierpnia
- 23 sierpnia odbył się koncert miejski, poprzedzający nową odsłonę festiwalu. Pod magistratem Urzędu Miasta Bielawa wystąpiła jamajska wokalistka ETANA oraz Splendid Sound.

- W dn. 24-25/08 wystąpili: Beenie Man & Zagga Zow Band (Jam), Barrington Levy (Jam), Tarrus Riley & Blak Soil Band (Jam), Dean Frazer (Jam), Raging Fyah (Jam), Tabu, Kacezet & Fundamenty, Jamal, Grubson, Zebra, Bethel, Tallib & Sztoss, Splendid Sound, Revolda Sound, Sensithief, Dancehall Masak-RAH, Ricky Trooper (Jam), Jugglerz, Joey Fever, Deadly Hunta.
- Po raz pierwszy oprócz dwóch regularnych scen podczas festiwalu odbył się projekt artystyczno-kulturalny „Jamaican Stylee Food Corner”, mający na celu promować kulturę jamajską oraz zdrowy tryb życia. W ramach projektu na festiwalu wystąpił kolektyw Elders oraz Roots Revival.
- Festiwal odwiedziło ponad 8 000 osób.

### 2013
- odbyła się 23-24 sierpnia
- 22 sierpnia odbył się Koncert Miejski. Wystąpił Ijahman Levi.

- Na Scenie Głównej festiwalu wystąpili: The Whiff, Pentateuch, Maleo Reggae Rockers, Mesjah & Riddim Bandits, Israel Vibration, Alborosie & Schengen Clan, Vavamuffin, Protoje & Indiggnation, Marika & Spokoarmia, Capleton & Prophecy Band, Paprika Korps.
- Na scenie Sound Stage wystąpili: Steppa Warriors, Sensithief, Splendid Sound + Steppa Style, Mortal Kombat Sound + U-Cee, Bro Bro Sound, Obora Rekords, Tisztelet feat. Diego, Kabaka Pyramid, Iba Mahr, Kingsotne Sound, Dancehall Masak-Rah, Rasta Rastamta, Eastwest Sound, Dubs Till Dawn, Randy Valentine, Sentinel Sound.
- Na scenie Jamaican Stylee Food Corner wystąpili: Jah Shaka, Roots Revival vs Pandadread, Elders 45.

### 2014
- odbyła się 22-23 sierpnia
- 21 sierpnia miał miejsce Koncert Miejski. Na scenie bielawskim rynku wystąpili: Mesajah, Damian Syjonfam, Anthony B, House of Riddim oraz I Grades.
- podczas festiwalu miały miejsce warsztaty taneczne dancehall prowadzone przez Ulę Afro Fryc i Polish Mafia.

- Na Scenie Głównej festiwalu wystąpili: No-Maddz, Jamal, Daab, Chronixx, Damian Syjonfam, Inner Circle, Jafia Namuel, Jah 9 feat. Dubtonic Kru, Dżem, The Gladiators feat. Droop Lion, Indios Bravos, Junior Kelly, Ras Luta.
- Koncert Inner Circle był nieplanowany - zespół wystąpił zamiast Johna Holta, który dzień przed koncertem trafił do szpitala.
- Na scenie Sound Stage wystąpili: Keep it Real, Tek 9, Stylo G, East West Sound, Forward March Posse, Tisztelet Spotyka Zjednoczenie, Heartical Sound & General Levy, Sensithief Sound, Splendid Sound, Skarra Mucci, Warrior Sound International.
- Na scenie Jamaican Stylee Food Corner wystąpili: Elders 45, Bitty McLean feat. Irie Ites, DJ Relax, Rootzt, DJ Leo, Fatty Fatty, Padadread Soundsystem.

### 2015
- odbyła się 21-22 sierpnia
- 20 sierpnia miał miejsce Koncert Miejski. Przed Urzędem Miejskim Bielawy wystąpili: Jahcoustix Duo (akustycznie) oraz Dawid Albaaj aka David D'Light.
- Jest to pierwsza edycja z nowym logo. Basowe serce zastąpiła sówka, która reprezentuje miejsce, gdzie odbywa się festiwal - podnóże Gór Sowich.
- Podczas festiwalu odbywały się warsztaty gry na bębnach afrykańskich djembe.
- Na Scenie Głównej festiwalu wystąpili: Etana, Raphael & Fireman Crew, Grubson, Bob One & Bas Tajpan, Chonabibe, Raggafaya, Pajujo, Misty in Roots, Jah Sun & House of Riddim, Bethel, Bakshish, Habakuk, Akurat.
- Na scenie Sound Stage wystąpili: Supersonic, Biga Ranx, Yardee Crew, Jahdas, Suns of Dub feat. Addis Pablo, Ras Jammy, Jah Baml & Valdo, Damalistik, 27 Pablo, Ras Luta & Junior Stress.
- Scenę Jamaican Stylee Food Corner zastąpiła całkiem nowa scena dla mniej znanych składów - Media Tent Stage. Wystąpili m.in. Blizna Terror Sound, Ras Sean Mure, Jahbestin...
- Na Media Tent Stage odbyła się prelekcja „Jak to się stało? 50 lat muzyki w Polsce: 1965-2015”, którą poprowadzili Mirosław „Maken” Dzięciołowski oraz Janusz „Yasman” Kusz.

### 2016
- odbyła się 19-20 sierpnia
- 18 sierpnia miał miejsce Koncert Miejski - wstęp do festiwalu. Przed Urzędem Miejskim Bielawy wystąpili: paXon oraz Sebastian Sturm (akustycznie).
- Była to 18. edycja Regałowiska, a uczestnicy wraz z organizatorami odśpiewali uroczyste „Sto lat” z okazji uzyskania pełnoletności przez festiwal.
- Konferansjerem 18. edycji Regałowiska był Mirosław „Maken” Dzięciołowski.
- Podczas festiwalu odbywały się warsztaty gry na bębnach afrykańskich djembe, prowadzone przez zespół Foliba, który wystąpił również na Scenie Głównej.
- Na Scenie Głównej festiwalu wystąpili: Rootzmans, Tabu, Dubska, Foliba, Naaman, Jafia, Damian Syjonfam, Maleo Reggae Rockers, Jamaram, Richie Campbell, Mo'Kalamity & The Wizards, Pura Vida oraz The Congos.
- Na scenie Sound Stage wystąpili: Violinbwoy, Dreadsquad & MC Diego, Sensithieff, Dancehall Masak-Rah, Splendid Sound, Kuba 1200, YT, Radikal Guru & Echo Ranks oraz The Heatwave.
- W miejsce Media Tent Stage pojawiła się scena Wake Up Dub Stage, która startowała już o godzinie 13. Wystąpili: Rootical Connection, Raa Step Sound System, Dawid Albaaj aka David D'Light, Roots Vibracja, Ruff Puff, Mystical Battalion, Snik oraz Gorzki.